# Sainte-Marguerite-sur-Fauville
Sainte-Marguerite-sur-Fauville là một xã thuộc tỉnh Seine-Maritime trong vùng Normandie miền bắc nước Pháp.

### Huy hiệu
| Arms of Sainte-Marguerite-sur-Fauville | The arms of Sainte-Marguerite-sur-Fauville are blazoned: Gules, a chevronnel argent above 2 lions rampant guardant Or, and on a base azure 2 fesses wavy sable, over which a fish argent. Bản mẫu:TinctureViolation |

## Dân số
| 1962                                            | 1968 | 1975 | 1982 | 1990 | 1999 | 2006 |
| ----------------------------------------------- | ---- | ---- | ---- | ---- | ---- | ---- |
| 131                                             | 165  | 225  | 194  | 246  | 264  | 248  |
| Starting in 1962: Population without duplicates |      |      |      |      |      |      |